# Rodmersham Green
Rodmersham Green – wieś w Anglii, w hrabstwie Kent, w dystrykcie Swale. Leży 17 km na wschód od miasta Maidstone i 65 km na wschód od centrum Londynu.